# فرانشيسكو غارزا غوتيريز
فرانشيسكو غارزا غوتيريز (بالإسبانية: Francisco Garza Gutiérrez)‏ (14 مارس 1904 – 30 نوفمبر 1997) لاعب كرة قدم مكسيكي راحل كان يجيد اللعب في خط الدفاع . شارك مع منتخب المكسيك في بطولة كأس العالم لكرة القدم 1930 التي أقيمت في الأوروغواي ولعب مباراة واحدة في مواجهة منتخب الأرجنتين . شقيقه الأكبر هو رافاييل غارزا غوتيريز ولعبا معا في نادي أمريكا .

## وصلات خارجية
- فرانشيسكو غارزا غوتيريز على موقع الاتحاد الدولي (مؤرشف)  (الإنجليزية)
- فرانشيسكو غارزا غوتيريز على موقع قاعدة بيانات كرة القدم.إي يو (الإنجليزية)
- فرانشيسكو غارزا غوتيريز على موقع ناشيونال فوتبول تيمز (الإنجليزية)
- فرانشيسكو غارزا غوتيريز على موقع Soccerway.com (الإنجليزية)
- فرانشيسكو غارزا غوتيريز على موقع عالم كرة القدم.نت (الإنجليزية)